# Mordellistena neglecta
Mordellistena neglecta là một loài bọ cánh cứng trong họ Mordellidae. Loài này được Broun miêu tả khoa học năm 1880.